# 2021 en Italie
Chronologie de l'Italie
- 2017
- 2018
- 2019
- 2020
- 2021
- 2022
- 2023
- 2024
- 2025

2019 en Europe - 2020 en Europe - 2021 en Europe - 2022 en Europe - 2023 en Europe

## Événements

### Janvier
- 26 janvier : le président du Conseil Giuseppe Conte remet sa démission, deux semaines après la rupture de sa coalition.

### Février
- 3 février : Mario Draghi est chargé de former un gouvernement.
- 13 février : le gouvernement Draghi entre en fonction.
- 16 février au 15 mars : éruption de l'Etna[1].
- 22 février : l'ambassadeur d'Italie en République démocratique du Congo, Luca Attanasio, est mortellement blessé et mourra dans un hôpital de Goma, alors que son garde du corps italien et son chauffeur congolais sont directement tués, dans un échange de tirs entre les rangers du Parc national des Virunga et des assaillants probablement rwandais qui s'en prenaient au convoi de la Mission de l'Organisation des Nations unies en République démocratique du Congo dont il faisait partie[2].

### Mars
- 15 mars : plusieurs régions, dont les plus peuplées, sont reconfinées en raison de la pandémie de covid-19[3].

### Avril
- x

### Mai
- 5 mai : bicentenaire de la mort de Napoléon Ier.
- 8 au 30 mai : Tour d'Italie 2021.
- 22 mai: Måneskin remporte pour l'Italie la 65e édition du Concours Eurovision de la chanson, organisée à Rotterdam, aux Pays-Bas, avec la chanson Zitti e buoni.
- 23 mai : au Piémont, la chute d'une cabine du téléphérique Stresa-Alpino-Mottarone fait quatorze morts et un blessé grave[4].

### Juin
- 13 juin : la fusillade d'Ardea (Latium) fait 4 morts.
- 18 juin : l'attaque de Biandrate  (Novare) fait 1 mort et 2 blessés.

### Juillet
- 11 juillet : l'équipe d'Italie de football remporte la finale de l'Euro 2020 de football au stade de Wembley face à l'équipe d'Angleterre.
- 18 juillet : première vente et première utilisation en-dehors d'un essai clinique d'un cœur artificiel Aeson (mis-au-point et vendu par la société française Carmat), implanté le jour-même avec succès par l’équipe du Dr Ciro Maiello au centre hospitalier de Naples, sur un patient italien[5].

### Août
- x

### Septembre
- 1er Au 11 septembre : 78e édition de la Mostra de venise.

### Octobre
- 3 et 4 octobre : élections régionales en Calabre ; élections municipales dans plusieurs villes.
- 6 au 10 octobre : phase finale de la Ligue des nations de l'UEFA 2020-2021 à Milan et Turin.
- 30 et 31 octobre : sommet du G20 de 2021 à Rome.

### Novembre
- 26 novembre : le traité du Quirinal avec la France est signé à Rome.

### Décembre
- 11 décembre : en Sicile, l'explosion de Ravanusa fait neuf morts.

## Culture

### Cinéma

#### Récompenses
- David di Donatello
- Rubans d'argent

#### Autres films sortis en Italie en 2021
- x

#### Mostra de Venise
- Lion d'Or : L'Événement de Audrey Diwan
- Lion d'argent - Grand Prix du Jury : La Main de Dieu (È stata la mano di Dio) de Paolo Sorrentino
- Lion d'argent du meilleur réalisateur : Jane Campion pour The Power of the Dog
- Coupe Volpi de la meilleure interprétation féminine : Penélope Cruz pour son rôle dans Madres paralelas
- Coupe Volpi de la meilleure interprétation masculine : John Arcilla pour son rôle dans On the Job 2 : The Missing 8
- Prix du meilleur scénario : Maggie Gyllenhaal pour The Lost Daughter
- Prix Marcello Mastroianni du meilleur espoir : Filippo Scotti pour son rôle dans La Main de Dieu (È stata la mano di Dio)
- Prix spécial du jury : Il buco de Michelangelo Frammartino

### Littérature

#### Livres parus en 2021
- x

#### Prix et récompenses
- Prix Strega : Emanuele Trevi, Due vite (Neri Pozza)
  - Prix Strega européen : Guéorgui Gospodínov  Bulgarie : Cronorifugio (Voland), traduit par Giuseppe Dell'Agata
- Prix Bagutta : Giorgio Fontana, Prima di noi (Sellerio)
- Prix Bagutta de la première œuvre : ?
- Prix Bancarella : Ema Stokholma, Per il mio bene (HarperCollins)
- Prix Brancati : 
  - Fiction : ?
  - Poésie : ?
  - Jeunes : ?
- Prix Campiello : ?
  - Prix Campiello de la première œuvre : ?
  - Prix de la Fondation Campiello : ?
  - Prix Campiello Giovani : ?
- Prix Malaparte :  Yasmina Reza[6].
- Prix Napoli : 
  - Fiction : Nicola Lagioia pour La città dei vivi (Einaudi)
  - Poésie : Carmen Gallo pour Le fuggitive (Nino Aragno)
  - Essai : Riccardo Falcinelli (it) pour Figure (Einaudi)
- Prix Pozzale Luigi Russo :
  - x
  - x
  - x
- Prix Raymond-Chandler : ?
- Prix Scerbanenco : ?
- Prix Stresa : Giosuè Calaciura pour Io sono Gesù (Sellerio)
- Prix Viareggio :
  - Roman : Edith Bruck, Il pane perduto (it), (La nave di Teseo)
  - Essai : Walter Siti, Contro l'impegno (Rizzoli) , Quel Marcel! Frammenti dalla biografia di Proust (Einaudi)
  - Poésie : Flavio Santi (it), Quanti - Truciolature, scie, onde. 1999-2019, (Industria&Letteratura)
  - Première œuvre : Alessandra Carati, E poi saremo salvi (Mondadori)
  - Prix spéciaux : Roberto Benigni, Annalena Benini (d), Igiaba Scego[7].

## Décès en 2021

### Premier trimestre
- 2 janvier : Pierantonio Costa, 81 ans, diplomate (° 7 mai 1939).
- 2 janvier : Marco Formentini, 90 ans, homme politique (° 14 avril 1930).
- 4 janvier : Franco Loi, 90 ans, poète (° 21 janvier 1930).
- 6 janvier : Antonio Sabàto, 77 ans, acteur (° 2 avril 1943).
- 18 janvier : Alberto Cantù, 70 ans, musicologue et critique musical (° 1950).
- 19 janvier : Emanuele Macaluso, 96 ans, syndicaliste, homme politique et journaliste (° 21 mars 1924).
- 19 janvier : Cesare Maestri, 91 ans, alpiniste et écrivain (° 2 octobre 1929).
- 21 janvier : Cecilia Mangini, 93 ans, réalisatrice et documentariste (° 31 juillet 1927).
- 23 janvier : Alberto Grimaldi, 95 ans, producteur de cinéma (° 28 mars 1925).
- 3 février : Pepi Merisio, photographe photojournaliste (° 1931).
- 4 février : Paolo Bartolozzi, 63 ans, fonctionnaire et homme politique (° 12 septembre 1957).
- 7 février : Stefano Mazzonis di Pralafera, 72 ans, metteur en scène et directeur d’opéra (° 1949).
- 7 février : Giuseppe Rotunno, 97 ans,  directeur de la photographie (° 19 mars 1923).
- 9 février : Franco Marini, 87 ans, syndicaliste et homme politique (° 9 avril 1933).
- 12 février : Paolo Isotta, 70 ans, critique musical, journaliste et écrivain (° 18 octobre 1950).
- 17 février : Andrea Lo Vecchio, 78 ans, chanteur-auteur-compositeur et producteur de disques (° 7 octobre 1942).
- 19 février : Arturo Di Modica, 80 ans, sculpteur (° 26 janvier 1941).
- 22 février : Luca Attanasio, 43 ans, ambassadeur en RDC (° 23 mai 1977).
- 22 février : Giancarlo Santi, 81 ans, réalisateur et scénariste (° 7 octobre 1939).
- 23 février : Franco Cassano, 77 ans, sociologue et homme politique (° 3 décembre 1943).
- 24 février : Antonio Catricalà, 59 ans, juriste, universitaire et ministre (° 7 février 1952).
- 5 mars : Paolo Moreno, 86 ans, archéologue et historien de l'art (° 30 octobre 1934).
- 10 mars : Marco Sciaccaluga, 67 ans, metteur en scène et acteur de théâtre (° 21 août 1953).
- 13 mars : Raoul Casadei, 83 ans, musicien et compositeur (° 15 août 1937).
- 13 mars : Giovanni Gastel, 65 ans, photographe (° 27 décembre 1955).
- 16 mars : Emilia Fadini, 90 ans, claveciniste, musicologue et professeure de musique (° 11 octobre 1930).
- 16 mars : Turi Simeti, 91 ans, artiste peintre ( 5 août 1929).
- 19 mars : Elsa Peretti, 80 ans, créatrice de bijoux et designer (° 1er mai 1940).
- 28 mars : Gianluigi Colalucci, 92 ans, maître restaurateur et universitaire (° 1929).

### Deuxième trimestre
- 3 avril : Vera Squarcialupi, 92 ans, journaliste et femme politique (° 5 août 1928).
- 13 avril : Amedeo Tommasi, 85 ans, pianiste et compositeur (° 1er décembre 1935).
- 23 avril : Milva, 81 ans, chanteuse (° 17 juillet 1939).
- 15 mai : Deanna Milvia Frosini, 81 ans, scénographe, actrice et peintre (° 2 février 1940).
- 18 mai : Franco Battiato, 76 ans, auteur-compositeur-interprète et musicien (° 23 mars 1945).
- 21 mai : Giuliano Scabia, 85 ans, écrivain, un poète et metteur en scène (° 18 juillet 1935).
- 26 mai : Isabella De Bernardi, 57 ans, actrice (° 12 juillet 1963).
- 27 mai : Carla Fracci, 84 ans, danseuse (° 20 août 1936).
- 29 mai : Paolo Maurensig, 78 ans, romancier (° 26 mars 1943).
- 31 mai : Peter Del Monte, 77 ans, scénariste et réalisateur (° 29 juillet 1943).
- 7 juin : Guglielmo Epifani, 71 ans, personnalité du monde syndical (° 24 mars 1950).
- 14 juin : Tuono Pettinato, 44 ans, auteur de bande dessinée et illustrateur (° 27 septembre 1976).
- 22 juin : Giulia Niccolai, 86 ans, photographe, poète, romancière et traductrice (° 21 décembre 1934).
- 23 juin : Diana de Feo, 84 ans, journaliste et femme politique (° 9 mars 1937).
- 23 juin : Arturo Schwarz, 97 ans, historien de l'art, essayiste, commissaire d'exposition, écrivain et poète (° 3 février 1924).

### Troisième trimestre
- 5 juillet : Raffaella Carrà, 78 ans, chanteuse, actrice, danseuse et présentatrice (° 18 juin 1943).
- 6 juillet : Angelo Del Boca, 96 ans, écrivain et historien.
- 12 juillet : Luisa Adorno, 99 ans, écrivaine (° 2 août 1921).
- 15 juillet : Libero De Rienzo, 44 ans,  acteur (° 24 février 1977).
- 23 juillet : Nicola Tranfaglia, 82 ans, historien, homme politique et professeur d'université (° 2 octobre 1938).
- 27 juillet : Gianni Nazzaro, 72 ans, chanteur et acteur (° 27 octobre 1948).
- 28 juillet : Roberto Calasso, 80 ans, écrivain et éditeur (° 30 mai 1941).
- 3 août : Antonio Pennacchi, 71 ans, écrivain (° 26 janvier 1950).
- 13 août : Gino Strada, 73 ans, chirurgien (° 21 avril 1948).
- 14 août : Piera Degli Esposti, 83 ans, actrice.
- 15 août : Gianfranco D'Angelo, 84 ans, acteur.
- 20 août : Gaia Servadio, 82 ans, écrivaine et journaliste.
- 21 août : Nicoletta Orsomando, 92 ans, actrice et présentatrice de télévision.
- 24 août : Calogero Lo Giudice, 83 ans, homme politique.
- 24 août : Mario Pennacchia, 93 ans, écrivain et journaliste sportif.
- 27 août : Beniamino Giribaldi, 79 ans, facteur d'orgue.
- 1er septembre : Anna Cataldi, 81 ans, journaliste et écrivaine.
- 2 septembre : Daniele Del Giudice, 72 ans, écrivain.
- 6 septembre : Nino Castelnuovo, 84 ans, acteur.
- 8 septembre : Franco Graziosi, 92 ans, acteur.
- 11 septembre : Carlo Alighiero, 94 ans, acteur, doubleur, metteur en scène et dramaturge.
- 11 septembre : Giulia Daneo Lorimer, 89 ans, musicienne et chanteuse.
- 12 septembre : Carlo Chendi, 88 ans, scénariste de bandes dessinées.
- 19 septembre : Sylvano Bussotti, 89 ans,  compositeur, interprète, peintre, écrivain et metteur en scène.

### Quatrième trimestre
- 3 octobre : Antonio Debenedetti, 84 ans, écrivain.
- 6 octobre : Luisa Mattioli, 85 ans, actrice.
- 11 octobre : Elio Pandolfi, 95 ans, acteur, chanteur et doubleur.
- 15 octobre : Mario Andrea Rigoni, 73 ans, écrivain et universitaire.
- 16 octobre : Achille Perilli, 94 ans, artiste peintre.
- 18 octobre : Franco Cerri, 95 ans, guitariste et contrebassiste.
- 26 octobre : Ludovica Modugno, 72 ans, actrice, doubleuse et directrice de doublage.
- 31 octobre : Antonia Terzi, 50 ans, ingénieure.
- 7 novembre : Silvio Laurenzi, 85 ans, costumier et acteur.
- 11 novembre : Dino Pedriali, né en 1950, photographe.
- 22 novembre : Paolo Pietrangeli, 76 ans, acteur, réalisateur, scénariste et chanteur .
- 24 novembre : Ennio Doris, 81 ans, homme d'affaires.
- 26 novembre : Olghina di Robilant, 87 ans, journaliste et écrivaine.
- 2 décembre : Aldo Giordano, 67 ans, évêque catholique.
- 5 décembre : Toni Santagata, 85 ans, chanteur et acteur.
- 5 décembre : Mario Turchetti, 77 ans, historien.
- 5 décembre : Demetrio Volcic, 90 ans, journaliste et un homme politique.
- 9 décembre : Lina Wertmüller, 93 ans, scénariste et réalisatrice de cinéma.
- 13 décembre : Giannalberto Bendazzi, 75 ans, historien du cinéma, écrivain, professeur.
- 14 décembre : Riccardo Ehrman, 92 ans, journaliste.
- 23 décembre : Bartolomeo Pepe, 59 ans, homme politique.
- 26 décembre : Giacomo Capuzzi, 92 ans, évêque catholique.
- 29 décembre : Nino Filastò, 83 ans, avocat, dramaturge et écrivain.
- 29 décembre : Paolo Giordano, 59 ans, guitariste.
- 30 décembre : Renato Scarpa, 82 ans, acteur.
- 31 décembre : Luigi Negri, 80 ans, archevêque catholique.

#### Articles sur l'année 2021 en Italie
- Pandémie de Covid-19 en Italie

#### L'année sportive 2021 en Italie
- Championnat d'Italie de football 2020-2021
- Championnat d'Italie de football 2021-2022
- Coupe d'Italie de football 2020-2021
- Championnat d'Italie de rugby à XV 2020-2021
- Championnat d'Italie de rugby à XV 2021-2022
- Grand Prix automobile d'Italie 2021
- Milan-San Remo 2021
- Tour d'Italie 2021
- Tournoi de tennis de Rome (ATP 2021) (Masters de Rome)
- Tournoi de tennis de Rome (WTA 2021)

#### L'année 2021 dans le reste du monde
- L'année 2021 dans le monde
- 2021 par pays en Amérique, 2021 au Canada, 2021 aux États-Unis
- 2021 en Europe, 2021 dans l'Union européenne, 2021 en Belgique, 2021 en France, 2021 en Suisse
- 2021 en Afrique • 2021 par pays en Asie • 2021 en Océanie
- 2021 aux Nations unies
- Décès en 2021